# Dutch Charts
MegaCharts o Mega Charts es responsable de la composición y explotación de una colección de listas oficiales musicales en los Países Bajos, de las cuales Mega Top 50 y Mega Album Top 100 son las más conocidas. Mega Charts también provee información sobre Stichting Nederlandse Top 40, en las que se basan otras listas como Dutch Top 40 o Tip Parade. MegaCharts también forma parte del servicio de marketing de GfK en Benelux.

## Listas Mega Charts

### Sencillos y pistas
- Mega Top 50
- Dutch Top 40
- Single Top 100 - Sencillos
- Mega Dance Top 30 - Lista top 30 de música dance
- Mega Airplay Top 50 - Pistas más reproducidas en la radio y la televisión.
- Tipparade - Es un radio Veronica de origen —una lista de 30 registros que tienen posibilidades de aparecer en el Dutch Top 40, basado en las ventas de comercios mayoristas o minoristas—. La lista comenzó con 20 registros en 1967. La primera Tipparade oficial apareció el 15 de julio de 1967. La clasificación se determina con las ventas y el airplay entre otros.

### Álbumes
- Mega Álbum Top 100 - álbumes mejor vendidos
- Mega Verzamelalbum Top 30 - Álbum recopilatorio
- Backcatalogue Top 50
- Scherpe Rand van Platenland - Canciones no tradicionales

### DVD
- Music DVD Top 30
- Film DVD Top 30